# Virginie Dedieu
Virginie Dedieu (Aix-en-Provence, 25 febbraio 1979) è una nuotatrice artistica francese medaglia di bronzo nel duo ai Giochi olimpici di Sydney 2000.

## Carriera
Dedieu è stata più volte campionessa di Francia ed europea ed è riuscita a centrare per 3 volte consecutive il titolo mondiale nel solo. Ha ottenuto una medaglia di bronzo alle Olimpiadi di Sydney 2000 nel duo insieme con Myriam Lignot. Ha annunciato il suo ritiro dalle competizioni dopo aver conseguito il suo secondo titolo mondiale nel 2005 (per continuare i suoi studi di architettura), ma ha poi ha deciso di riprendere l'attività agonistica, vincendo il suo terzo titolo mondiale consecutivo nel 2007. In seguito ha intrapreso la carriera di allenatrice.
Virginie Dedieu, divenuta nel frattempo madre di Dima e Macéo, è tornata a gareggiare in occasione del debutto del duo misto ai mondiali di Kazan' 2015 prendendo parte al programma libero insieme a Benoît Beaufils.

## Palmarès
- Giochi olimpici

Sydney 2000: bronzo nel duo.
- Mondiali di nuoto

Campionati mondiali di nuoto 1998 -  argento nel solo, bronzo nel duo.
Campionati mondiali di nuoto 2001 -  argento nel solo.
Campionati mondiali di nuoto 2003 -  oro nel solo.
Campionati mondiali di nuoto 2005 -  oro nel solo.
Campionati mondiali di nuoto 2007 -  oro nel solo.
- Europei di nuoto

Campionati europei di nuoto 1996 - oro nella gara a squadre.
Campionati europei di nuoto 1997 - argento nel solo, nel duo e nella gara a squadre.
Campionati europei di nuoto 2000 - oro nel duo, argento nel solo, bronzo nella gara a squadre.
Campionati europei di nuoto 2002 - oro nel solo, bronzo nel duo.
Campionati europei di nuoto 2003 - oro nel solo, bronzo nel duo.
Campionati europei di nuoto 2004 - oro nel solo, bronzo nel duo.